# Panéthite
La panéthite est un minéral constitué d'un phosphate de sodium, calcium, magnésium et fer, de formule chimique (Na,Ca)2(Mg,FeII)2(PO4)2. Très rare, on ne la connaît que sous la forme d'inclusions globulaires dans le métal de quelques météorites de fer.   
Décrite en 1966 et validée par l'IMA en 1967 qui lui attribue le symbole Pne, elle provient de la météorite de Dayton, une octaédrite tombée en 1892 à Dayton (Ohio, États-Unis) et plus précisément d'une inclusion d'un millimètre de diamètre. Dans une autre inclusion, un autre phosphate minéral, la brianite, a été découvert lors du même examen.   
Nommée en l'honneur de Friedrich Adolf Paneth (1887-1958), météorologue et directeur de l'Institut Max-Planck de chimie, la panéthite est classée comme phosphate, sans anions supplémentaires, sans molécule d'eau et avec des cations de taille moyenne et grande selon la classification de Strunz où elle forme un groupe avec la brianite, et phosphate anhydre de type ABXO4 selon la classification de Dana.

## Chimie et structure
La panéthite a une masse molaire de 323,06 g/mol. L'oxygène est le principal élément de sa formule, ce qui fait qu'elle contient de nombreux oxydes, principalement du pentoxyde de phosphore, P2O5, à 43,94 %.
| Composition | Composition |
| ----------- | ----------- |
| Potassium   | 2,42 %      |
| Sodium      | 8,54 %      |
| Calcium     | 7,44 %      |
| Magnésium   | 9,03 %      |
| Manganèse   | 3,40 %      |
| Fer         | 10,37 %     |
| Phosphore   | 19,18 %     |
| Oxygène     | 39,62 %     |

À la différence de la brianite, elle ne possède pas de structure lamellaire. 
La panéthite est de structure monoclinique et classe cristalline P21/b. Les paramètres de maille sont a = 10,22 Å, b = 14,71 Å, c = 26,25 Å et β = 91.53°. La présence relative de potassium lui confère une radioactivité résiduelle à peine détectable.

## Formation et gisements
La panéthite s'est formée au mode paragénétique 2 qui décrit la différenciation et l'altération planétésimales, dans l'espace, il y a entre 4,566 et 4,55 milliards d'années lors des phases primaires des astéroïdes (stade 5), jusqu'il y a 4,56 milliards d'années. Elle fait donc partie des minéraux ignés primaires dans les météorites de fer, de fer pierreux et d'achondrite. 
Selon la base de données minéralogique Mindat.org en 2025, elle est présente dans 4 météorites connues : la Météorite de Brahin trouvée en Biélorussie, la Météorite de Bishunpur (LL3.1) en Inde, la Météorite d'Elga en Russie et la celle de sa localité type, la Météorite de Dayton. Elle y est associée à l'albite, la brianite, l'enstatite, au fer et à la whitlockite. 